# Coleroidion
Coleroidion is een kevergeslacht uit de familie van de boktorren (Cerambycidae). De wetenschappelijke naam van het geslacht werd voor het eerst geldig gepubliceerd in 1969 door Martins.

## Soorten
Coleroidion omvat de volgende soorten:
- Coleroidion cingulum Martins, 1969
- Coleroidion leucotrichum (Martins, 1960)